# Vineland (Minnesota)
Vineland é uma Região censo-designada localizada no estado americano de Minnesota, no Condado de Mille Lacs.

## Demografia
Segundo o censo americano de 2000, a sua população era de 607 habitantes.

## Geografia
De acordo com o United States Census Bureau tem uma área de
17,2 km², dos quais 16,9 km² cobertos por terra e 0,3 km² cobertos por água. Vineland localiza-se a aproximadamente 382 m acima do nível do mar.

## Localidades na vizinhança
O diagrama seguinte representa as localidades num raio de 24 km ao redor de Vineland.